# Téléphone S63
Pour l’article homonyme, voir S63.

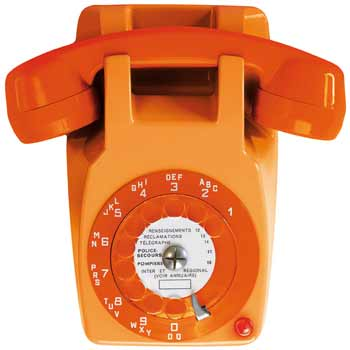
Poste téléphonique S63 à cadran rotatif, mural, orange.

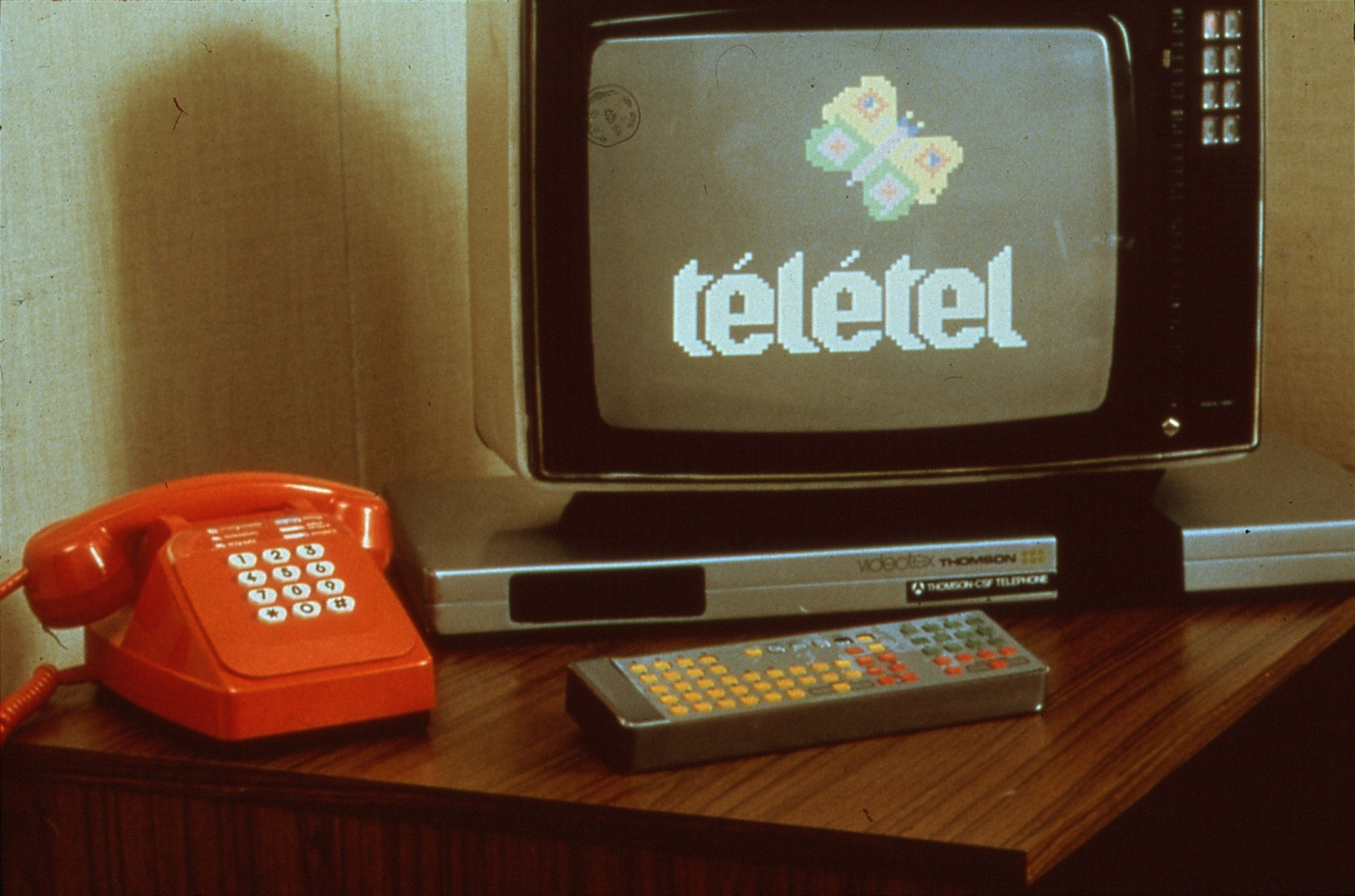
Téléphone S63 de table à touches, à côté d'un prototype de Minitel.

Le téléphone S63 (pour Socotel 1963) est un poste de téléphone fixe, d'abord à cadran rotatif puis à clavier, développé en 1963 et mis en service en France de manière progressive à partir de 1965. Conçu par le Centre national d'études des télécommunications, il est le successeur des M24 et des U43.
Contrairement à ses prédécesseurs, le S63 est en coque de plastique ABS injecté, un concept nouveau par rapport à la bakélite. Ce nouveau matériau permet de sortir le produit en plusieurs coloris différents et rend l'appareil plus léger.
Il se présente le plus souvent sous sa forme à poser, mais il existe une version murale. Le coloris de référence sorti en 1965 était gris, mais d'autres modèles de couleur ivoire, bleu, marron, orange, rouge (réservé pour les secours) et noir (réservé pour l'administration et donc rare) ont aussi été disponibles. Une version à coque transparente a aussi existé comme modèle d'exposition au public mais sans jamais être commercialisée.
L'appareil comprend un circuit imprimé ainsi que des semi-conducteurs améliorant la communication avec les correspondants. Il est équipé d'une sonnerie à deux timbres, inexistante avec le U43.
Au cours des années 1960, le S63 se déploie lentement du fait de l'état du réseau téléphonique qui n'est pas encore entièrement automatisé.
Les postes livrés jusqu'en 1974 comportaient des résistances additionnelles qui permettaient de régler l'intensité dans le poste suivant la longueur de la ligne, tandis que ceux livrés à partir de 1975 comportaient une auto-régulation par thermistance dont la résistance augmente quand l'intensité (donc la température) croît. Une version électronique a également été sortie pour fonctionner sur les lignes longues où la tension est faible. La numérisation et l'automatisation progressive du réseau permettent alors de déployer plus rapidement le S63.
À partir de 1978, les postes bénéficient d'une nouvelle évolution avec l'incorporation d'une nouvelle sonnerie à puissance réglable et d'un système anti-tintement lors du branchement de plusieurs postes en parallèle. Les premières versions clavier à numérotation décimale apparaissent la même année avant d'être déployées à partir de 1981 en cohabitation avec la version à cadran. C'est à cette période que le réseau téléphonique français achève d'être automatisé. Le modèle à numérotation à fréquences vocales DTMF commence à être diffusé en 1982. Son clavier, grâce à des touches spécialisées (* et #), donne alors accès à de nouveaux services. Le modèle gris le plus utilisé pour la version cadran disparaît.
Fabriqué jusqu'en 1985, il est remplacé par de nouvelles gammes de postes : l'Alto, puis le Chorus et le Fidélio.
La moitié du parc installé en 1991 (quinze millions de postes) est équipée d'une numérotation à fréquences vocales. De nos jours, le S63 à fréquence vocale est totalement compatible avec les box Internet, ceux à numérotation décimale fonctionnent uniquement en réception d'appel.